# Alfonso Eduardo Pérez Orozco
Alfonso Eduardo Pérez Orozco   (Montellano, 1940 - Madrid, 7 de gener de 2021), també conegut com a Alfonso Eduardo, fou un periodista espanyol.

## Trajectòria
Va començar la seva experiència radiofònica el 1960, en la, en aquests anys, emissora pirata Ràdio Vida, on tenia un programa diari d'una hora titulat "Hit Parade", que més tard va passar a denominar-se "Es grande ser joven".
Especialitzat tant en cinema com en flamenc, es va fer popular en els anys setanta quan va dirigir i va presentar, al costat del crític Alfonso Sánchez, el programa sobre el setè art Revista de Cine (1974-1981) a Televisió espanyola.
Durant els anys d'emissió del programa va compaginar la seva labor en TVE amb l'assessoria musical i cinematogràfica del programa Estudio 15-18produït per Ángel Abradelo els presentadors del qual van ser Marisol del Valle, Jesús Quintero (el loco de la Colina) Jesús Puente i Eduardo Sotillos, amb guió de Juan José Borrego [Radio Nacional de España] i, entre 1976 i 1977, amb una columna de crítica musical en el diari El País. També va fer un petit paper a la pel·lícula Solos en la madrugada.
Després de la cancel·lació del programa exerceix com a Director de la I edició del Festival Internacional de Cinema de Sevilla el 1981 i posteriorment va ser Director del Festival de Cinema Ecològic de Tenerife entre 1983 i 1990.
Paral·lelament contínua treballant a Ràdio Nacional d'Espanya, on realitza programes com a Turno de Tarde (1982) o Gran Cartelera del fin de semana (1983).
Més endavant, i de nou en televisió, a Canal Sur realitzà el programa El Arriate sobre el món de la "coplas" flamenca i Les Andalucías, sobre cultura popular.
Edita la revista Flamenco Hoy i condueix l'espai Flamenco a Radio Vida de Sevilla. Ha estat gurdonat amb un dels Premis Ondas 1978 per Revista de Cine i un altre per "Estudio 15-18" (amb Marisol del Valle), així com un Premi Nacional de l'Acadèmia de la Música per la seva Promoció i Difusió del Flamenc...En el món del Cinema (Festival de Cannes) va obtenir un Premi de la Premsa Internacional. En els seus darrers anys, continuà dirigint i produint els "Premis Flamenco Hoy" (atorgats, des de fa 13 anys, pels més destacats crítics de Flamenc de tot el país). Era contertulià del programa cultural "El Marcapáginas", que dirigeix David Felipe Arranz a Radio Intercontinental.

## Premis
Medalles del Cercle d'Escriptors Cinematogràfics
| Any  | Categoria       | Treball         | Resultat  |
| ---- | --------------- | --------------- | --------- |
| 1981 | Esment especial | Revista de cine | Guanyador |